# Ciclopropeno

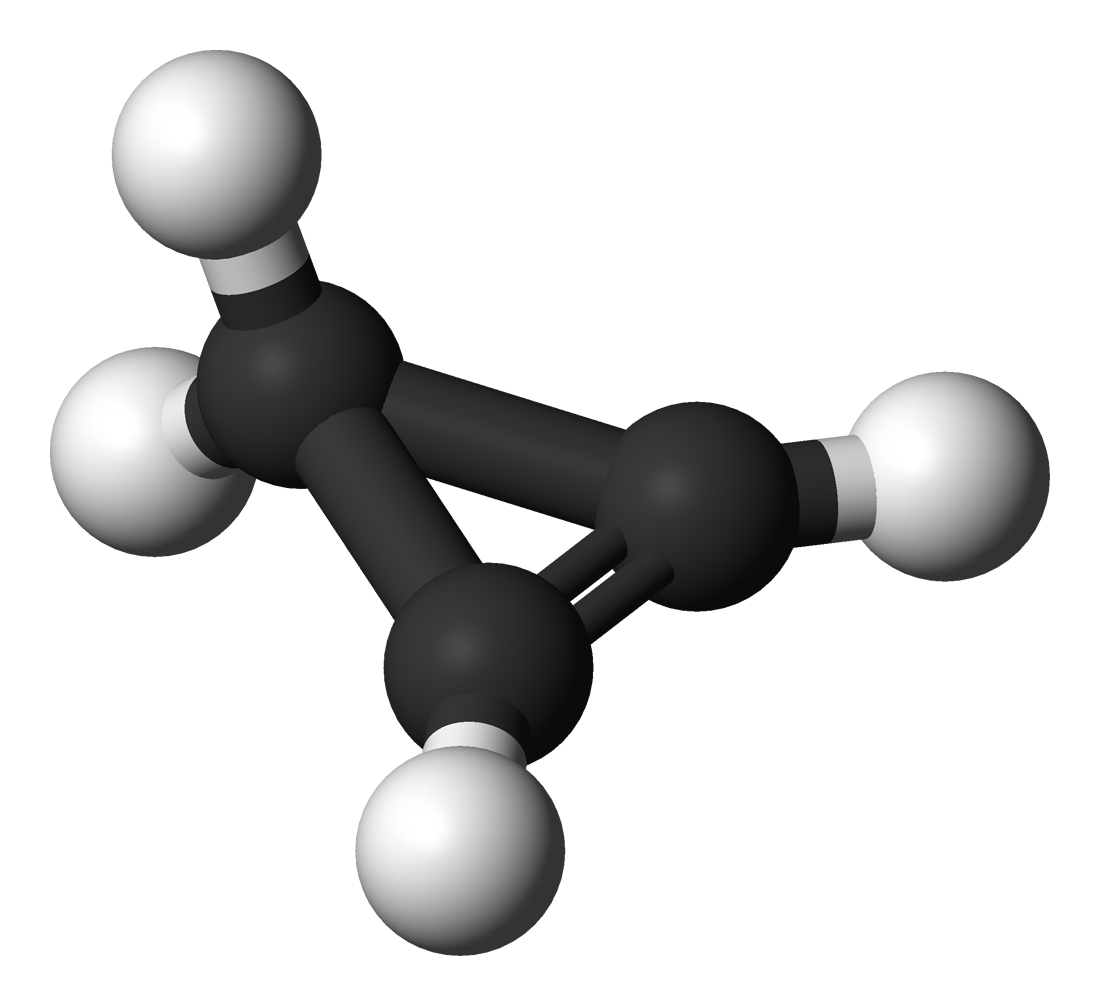
Ciclopropeno.

El ciclopropeno es un hidrocarburo monocíclico formado por la unión de tres carbonos con presencia de, al menos, un doble enlace en su estructura. Es el Cicloalqueno más sencillo de todos. Tiene una estructura triangular. Porque el anillo es altamente tensionado, el ciclopropeno es tanto difícil de ser preparado como interesante de ser estudiado.